# Jackson Memorial Hospital

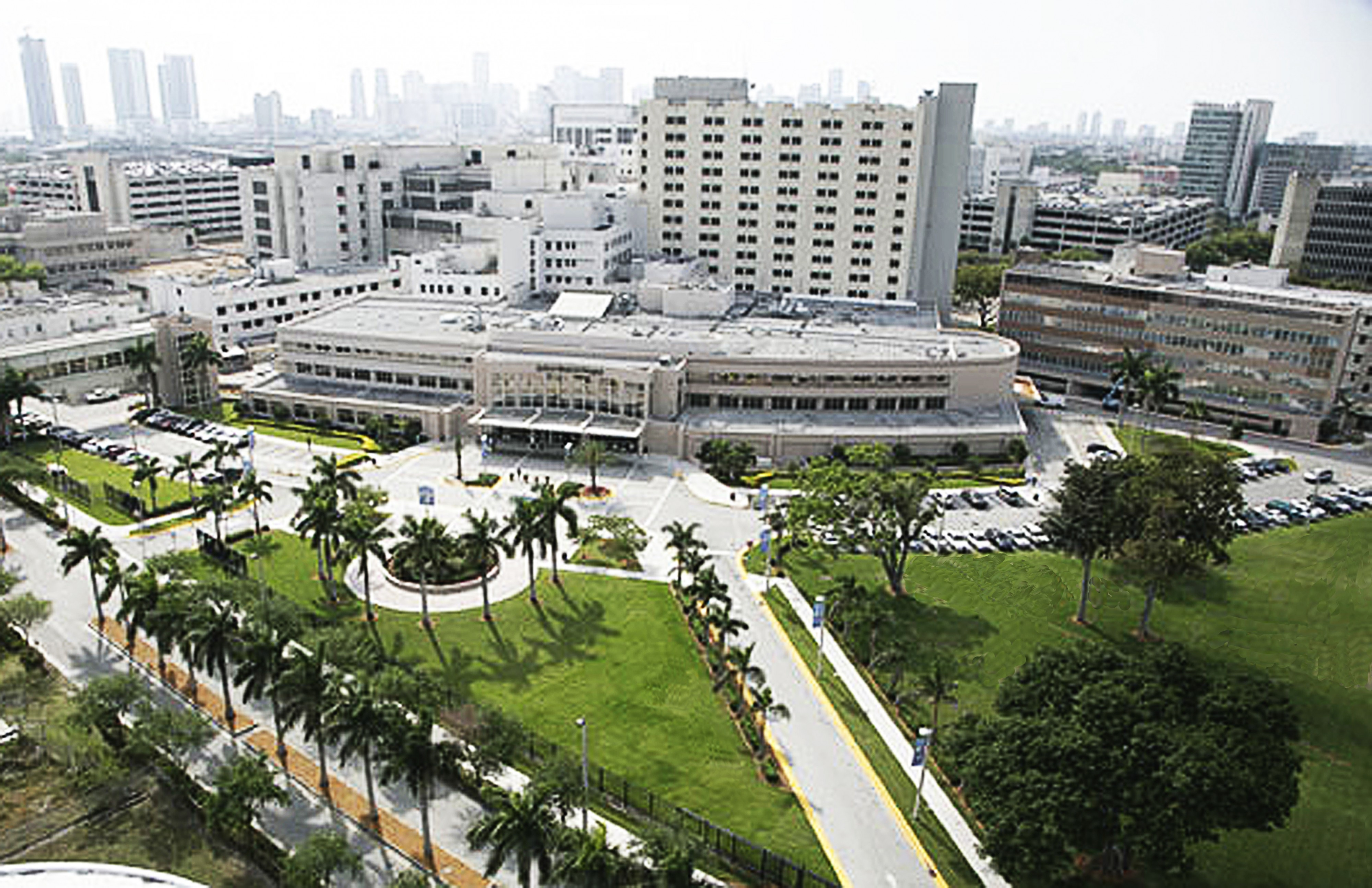
Jackson Memorial Hospital (2016)

Das Jackson Memorial Hospital in Miami, (Florida) ist das drittgrößte öffentliche Krankenhaus und Universitätsklinikum in den Vereinigten Staaten und wurde im Jahr 1918 gegründet. Die Netflix-Serie Pulse spielt in einem ähnlichen Krankenhaus.
Das Krankenhaus ist besonders für die Abteilungen für Augenheilkunde, Hals-Nasen-Ohren Heilkunde und die Behandlung von Nierenerkrankungen bekannt.
Am Jackson Memorial findet darüber hinaus die Ausbildung der Medizinstudenten der Leonard M. Miller School of Medicine der University of Miami statt.
Das Jackson Memorial Hospital ist Teil des Jackson Health Systems das noch weitere Krankenhäuser im Miami-Dade County betreibt.